# Mercurialis paxii
Mercurialis paxii är en törelväxtart som beskrevs av Karl Otto Robert Peter Paul Graebner. Mercurialis paxii ingår i släktet binglar, och familjen törelväxter. Inga underarter finns listade i Catalogue of Life.